# The Diplomat
The Diplomat er et australsk internationalt online nyhedsmedie, etableret 2002, der dækker aktuelle begivenheder i regionen Asien og Stillehavet (Pacific).
The Diplomat er dedikeret til analyser og kommentarer til begivenheder i Asien og rundt om i verden, samt dybdegående
behandling af regionale spørgsmål. The Diplomat yder ekspertdækning om:
- Geopolitiske tendenser i hele Asien-Pacific området
- Forsvar og efterretninger
- Miljø, menneskelig sikkerhed og diplomatisk udvikling
- Kunst, sociale tendenser og populærkultur